# 圭多·阿拉
圭多·阿拉（義大利語：Guido Ara，1888年6月28日—1975年7月2日），意大利男子足球运动员，司职边后卫。他曾入选1920年夏季奥林匹克运动会意大利的男子足球队名单，但并未上场参赛。